# Torill Kove

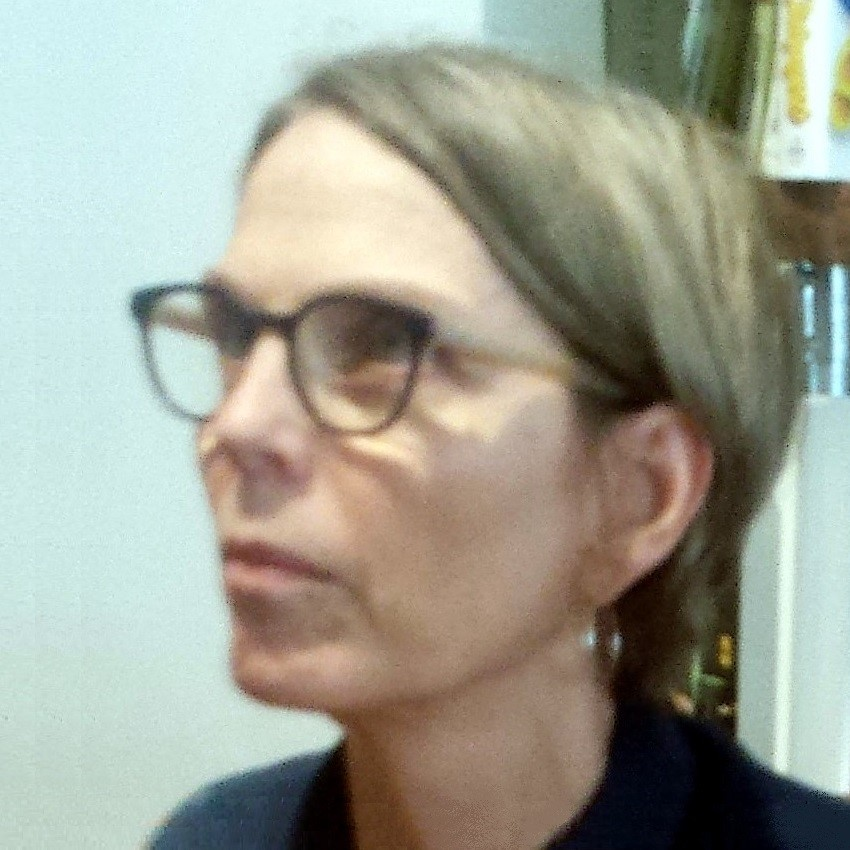
Torill Kove (2018).

Torill Kove (* 25. Mai 1958 in Hamar, Norwegen) ist eine norwegisch-kanadische Animatorin.

## Leben

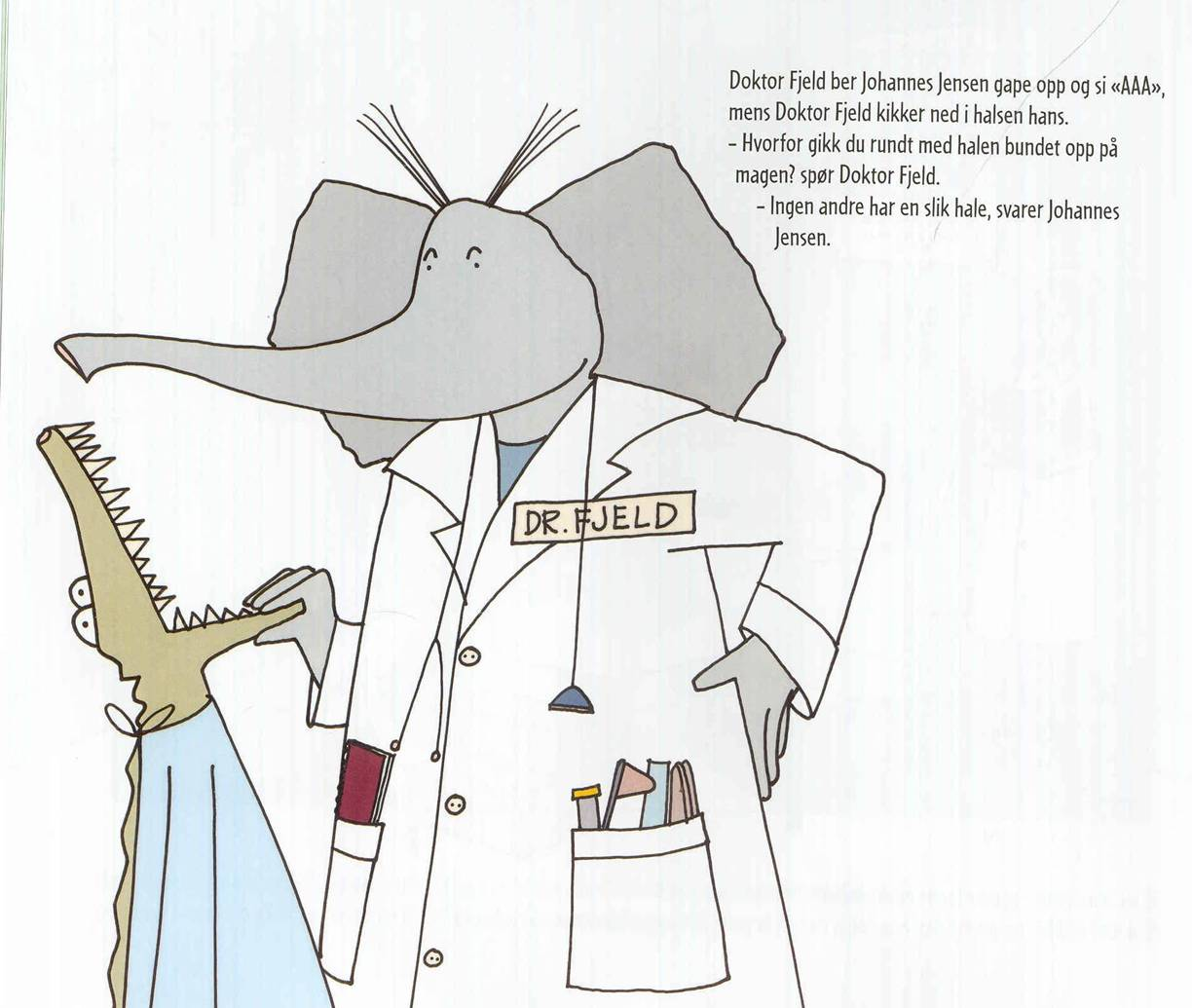
Illustration Koves zu Henrik Hovlands Buch Johannes Jensen føler seg annerledes

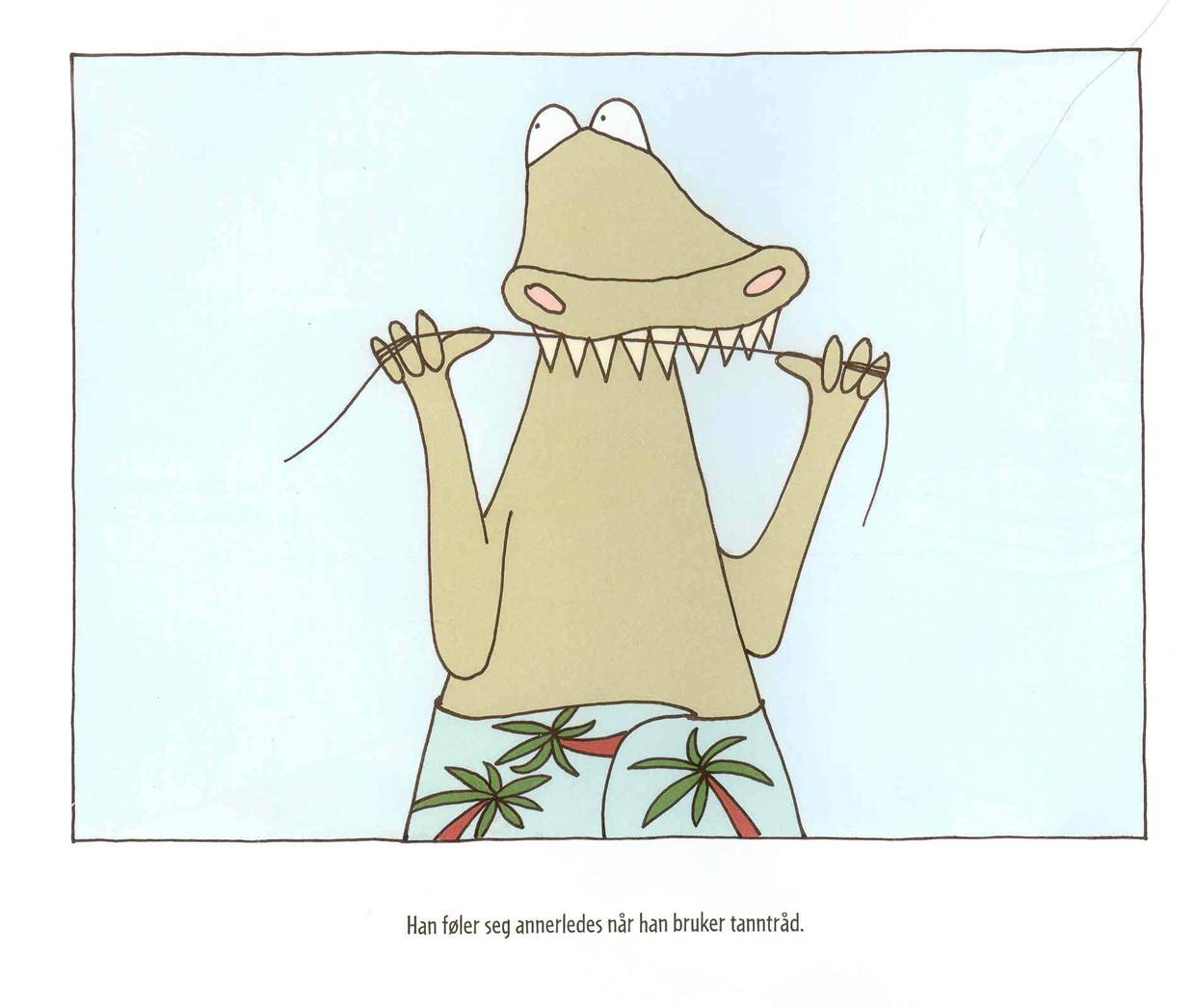
Illustration zum selben Buch

Kove verbrachte als Tochter von Entwicklungshelfern ihre Jugendjahre in Afrika. Als sie in Kenia zur High School ging, befreundete sie sich mit einigen Kanadiern. In ihren frühen 20ern ging sie nach Montreal, um dort Freunde zu besuchen. Ab 1981 lebte sie auch dort und studierte Stadtplanung. Nachdem sie das Studium beendet hatte, arbeitete sie als Planerin, war jedoch nebenbei auch als Illustratorin tätig. Sie begann, sich für Filmkurse an der Concordia University in Montreal einzuschreiben, und bekam einen Job beim National Film Board of Canada.
Ein Drehbuch, das sie für einen Kurs geschrieben hatte, realisierte sie daraufhin als Zeichentrickfilm. Dieses elfminütige Projekt trug den Titel My Grandmother Ironed the King’s Shirts. Der Film erschien 1999, wurde für den Oscar als „Bester animierter Kurzfilm“ nominiert und auf mehreren Filmfestivals gezeigt. In dem Film schildert Kove ihre eigene Großmutter, die während des Zweiten Weltkriegs als Personal des Königs Håkon VII. angestellt war.
Der nächste Trickfilm, bei dem sie Regie führte, war der 15-minütige The Danish Poet – Eine Liebesgeschichte (2006) über einen Dichter, der nach Norwegen fährt, um neue Inspirationen zu finden. Der Film gewann einen Genie Award als Bester animierter Kurzfilm und bedeutete ihre zweite Oscar-Nominierung. Nachdem sie bereits zuvor als Favoritin auf den Preis gehandelt worden war, gewann sie ihn schließlich auch.

## Filmografie
Filme als Regisseurin:
- 2001: My Grandmother Ironed the King’s Shirts
- 2006: The Danish Poet – Eine Liebesgeschichte (The Danish Poet)
- 2013: Hokus Pokus Willi Wiberg (Hokus pokus Albert Åberg)
- 2014: Me and My Moulton
- 2017: Tråder
- 2024: Kanskje det var elefanter